# إدوين هيويت
إدوين هيويت (بالإنجليزية: Edwin Hewitt)‏ هو رياضياتي وأستاذ جامعي أمريكي، ولد في 20 يناير 1920 في إيفرت في الولايات المتحدة، وتوفي في 21 يونيو 1999.